# Lara Croft: Tomb Raider
Lara Croft: Tomb Raider is een Amerikaanse speelfilm uit 2001 onder regie van Simon West. De film is gebaseerd op de Tomb Raider-computerspellen.

## Verhaal
De rijke dame Lara Croft zoekt de wereld rond naar heel zeldzame artefacten. Wanneer ze op zoek moet naar twee helften van een heel oud artefact, dat de eigenaar enorm veel macht geeft, moet ze een heel machtig en dus gevaarlijk geheim genootschap verslaan.

## Rolverdeling
- Angelina Jolie - Lara Croft
  - Rachel Appleton - jonge Lara
- Jon Voight - Lord Richard Croft
- Iain Glen - Manfred Powell
- Noah Taylor - Bryce
- Daniel Craig - Alex West
- Richard Johnson - 'Voorname heer'
- Chris Barrie - Hillary
- Julian Rhind-Tutt - Mr. Pimms
- Leslie Phillips - Wilson
- Robert Phillips - Julius